# (4507) Petercollins
(4507) Petercollins – planetoida z głównego pasa planetoid okrążająca Słońce w ciągu 4,86 lat w średniej odległości 2,87 au. Odkryli ją dwaj japońscy astronomowie amatorzy Hitoshi Shiozawa i Minoru Kizawa 19 marca 1990 roku w Fujieda. Została nazwana na cześć Petera L. Collinsa – amerykańskiego astronoma amatora, odkrywcy lub współodkrywcy czterech gwiazd nowych, m.in. V1974 Cygni.